# Washington, Georgia
Washington är administrativ huvudort i Wilkes County i Georgia. Orten fick sitt namn efter George Washington. Invånarantalet uppskattas till 3 981 invånare (2015).